# Miss Intercontinental 2017
Miss Intercontinental 2017 fue la cuadragésima sexta (46.ª) edición del certamen Miss Intercontinental, correspondiente al año 2017; la cual se llevó a cabo el 24 de enero de 2018 en Hurgada, Egipto. Candidatas de 66 países y territorios autónomos compitieron por el título. Al final del evento, Heilymar Rosario Velázquez, Miss Intercontinental 2016 de Puerto Rico, coronó a Verónica Salas Vallejo, de México, como su sucesora.

## Resultados
| Posiciones                 | Candidata |
| -------------------------- | --- |
| Miss Intercontinental 2017 | - México - Verónica Salas Vallejo |
| Primera Finalista          | - Filipinas - Katarina Sonja Artigas Rodríguez |
| Segunda Finalista          | - Países Bajos - Cathelijne Madelief Heppenhuis |
| Tercera Finalista          | - Brasil - Amanda Yulima Cardoso Monteiro |
| Cuarta Finalista           | - Colombia - Lizeth Valeria Mendieta Villanueva |
| Quinta Finalista           | - Corea del Sur - Lee Su Jin § |
| Top 18                     | - Australia - Charlotte Allison-Bruce - Egipto - Tahani Ibahn Hassan - Hungría - Flóra Senánszky - Jamaica - Sasha Renee Henry - Japón - Kumi Miyamae - Malasia - Sanjna Kishore Kumar Suri - Nigeria - Abigail Esther Ejike - República Checa - Sarah Karolyiová - República Dominicana - Christina Samantha Gieringer Castillo - Rusia - Natalya Igorevna Naydenko - Serbia - Bojana Bojanić - Vietnam - Nguyễn Đặng Tường Linh |

- § Elección del público para integrar el Top 6.

### Reinas Continentales
| Continente     | Candidata                                       |
| -------------- | ----------------------------------------------- |
| África         | - Nigeria - Abigail Esther Ejike                |
| Asia y Oceanía | - Filipinas - Katarina Sonja Artigas Rodriguez  |
| Europa         | - Países Bajos - Cathelijne Madelief Heppenhuis |
| Norteamérica   | - México - Verónica Salas Vallejo               |
| Sudamérica     | - Brasil - Amanda Yulima Cardoso Monteiro       |

## Premiaciones
| Premio                 | Candidata                            |
| ---------------------- | ------------------------------------ |
| Miss Simpatía          | - Dinamarca - Grace Hanson Gardner   |
| Miss Fotogénica        | - Guadalupe - Marcie Melissa Monfret |
| Miss Popularidad       | - Vietnam - Nguyễn Đặng Tường Linh   |
| Mejor Traje Nacional   | - India - Priyanka Shardi Kumari     |
| Mejor en Traje de Baño | - México - Verónica Salas Vallejo    |
| Mejor en Traje de Gala | - Paraguay - Jessica Torres Martínez |
| Mejor Cuerpo           | - Alemania - Dalila Al Jabri         |
| Miss Sunrise Resort    | - Corea del Sur - Lee Su Jin         |
| Miss Face of Beauty    | - Polonia - Natalia Popis            |

## Candidatas
66 candidatas compitieron por el título:
(En la tabla se utiliza su nombre completo, los sobrenombres van entrecomillados y los apellidos utilizados como nombre artístico, entre paréntesis; fuera de ella se utilizan sus nombres «artísticos» o simplificados).
| País/Territorio      | Candidata                             | Edad | Estatura | Residencia              |
| -------------------- | ------------------------------------- | ---- | -------- | ----------------------- |
| Alemania             | Dalila Al Jabri                       | 21   | 1.73 m   | Hamm                    |
| Argelia              | Tahri Ibtissem Oguskali               | 24   | 1.72 m   | Argel                   |
| Australia            | Charlotte Allison-Bruce               | 24   | 1.65 m   | Sídney                  |
| Bélgica              | Lore Ven                              | 22   | 1.71 m   | Namur                   |
| Bielorrusia          | Anastasiya Shchipanova                | 25   | 1.82 m   | Minsk                   |
| Bosnia y Herzegovina | Milica Žejak                          | 24   | 1.75 m   | Mitrovica               |
| Brasil               | Amanda Yulima Cardoso Monteiro        | 20   | 1.70 m   | Florianópolis           |
| Canadá               | Mattea Henderson                      | 23   | 1.73 m   | Calgary                 |
| Colombia             | Lizeth Valeria Mendieta Villanueva    | 26   | 1.80 m   | Florencia               |
| Corea del Sur        | Lee Su Jin                            | 20   | 1.71 m   | Seúl                    |
| Costa Rica           | Kimberly Porras Boza                  | 23   | 1.72 m   | San José                |
| Dinamarca            | Grace Hanson Gardner                  | 21   | 1.72 m   | Aarhus                  |
| Ecuador              | Joselyn Valeria Ruiz Sánchez          | 24   | 1.70 m   | Guayaquil               |
| Egipto               | Tahani Ibahn Hassan                   | 23   | 1.73 m   | El Cairo                |
| Escocia              | Nathalie Graham                       | 22   | 1.79 m   | West Lothian            |
| Estados Unidos       | Eunice Elizabeth Raquel Basco         | 22   | 1.60 m   | Honolulu                |
| Filipinas            | Katarina Sonja Artigas Rodriguez      | 24   | 1.70 m   | Dávao                   |
| Francia              | Jennifer Malleron Dumassis            | 20   | 1.75 m   | Tours                   |
| Gales                | Jemma Emily Cox                       | 24   | 1.76 m   | Torfaen                 |
| Georgia              | Tuta Sagareishrili                    | 21   | 1.74 m   | Tiflis                  |
| Grecia               | Theodora Soukia                       | 24   | 1.75 m   | Larisa                  |
| Guadalupe            | Marcie Melissa Monfret                | 26   | 1.75 m   | El Havre                |
| Hungría              | Flóra Senánszky                       | 22   | 1.80 m   | Debrecen                |
| India                | Priyanka Shardi Kumari                | 26   | 1.71 m   | Patna                   |
| Indonesia            | Alicia Iyika Beverly Weley            | 22   | 1.70 m   | Manado                  |
| Inglaterra           | Lilly Elizabeth Rogan                 | 21   | 1.74 m   | Merseyside              |
| Irlanda              | Nadia Caín Sayers                     | 25   | 1.78 m   | Belfast                 |
| Italia               | Tianna Scognamiglio Rossalini         | 25   | 1.72 m   | Nápoles                 |
| Jamaica              | Sasha Renee Henry                     | 25   | 1.72 m   | Spanish Town            |
| Japón                | Kumi Miyamae                          | 24   | 1.70 m   | Chiba                   |
| Kenia                | Sheillah Weijuru Rono                 | 22   | 1.71 m   | Uasin Gish              |
| Kosovo               | Neziri Kosovare                       | 23   | 1.78 m   | Pristina                |
| Líbano               | Joe Anna Bou Khalil                   | 23   | 1.75 m   | Zouk Mosbeh             |
| Macedonia            | Biljana Shkortova                     | 26   | 1.75 m   | Skopie                  |
| Malasia              | Sanjna Kishore Kumar Suri             | 26   | 1.71 m   | Ipoh                    |
| Malta                | Federica Nicastro                     | 25   | 1.72 m   | La Valeta               |
| Mauricio             | Marie Lucinda Sandoce                 | 24   | 1.73 m   | Curepipe                |
| México               | Verónica Salas Vallejo                | 24   | 1.76 m   | Tejupilco de Hidalgo    |
| Myanmar              | Khaing Me Me Lin                      | 22   | 1.76 m   | Mandalay                |
| Namibia              | Fransiska Kunyima Mbambo              | 25   | 1.73 m   | Andara                  |
| Nepal                | Varsha Sharma                         | 26   | 1.71 m   | Katmandú                |
| Nigeria              | Abigail Esther Ejike                  | 20   | 1.77 m   | Achalla                 |
| Nueva Zelanda        | Meghan Kenney                         | 20   | 1.76 m   | Ōhope                   |
| Países Bajos         | Cathelijne Madelief Heppenhuis        | 19   | 1.82 m   | Amersfoort              |
| Panamá               | Yinimeith Sheryl Campos Segundo       | 23   | 1.77 m   | Ciudad de Panamá        |
| Paraguay             | Jessica Torres Martínez               | 26   | 1.74 m   | Asunción                |
| Polonia              | Natalia Popis                         | 26   | 1.77 m   | Racibórz                |
| Puerto Rico          | Josmarie Soto Mercado                 | 22   | 1.70 m   | San Juan                |
| República Checa      | Sarah Karolyiová                      | 19   | 1.72 m   | Praga                   |
| República Dominicana | Christina Samantha Gieringer Castillo | 21   | 1.78 m   | La Romana               |
| República Eslovaca   | Klaudia Kurucz                        | 24   | 1.73 m   | Kráľovičove Kračany     |
| Rumania              | Monica Ionela Buda                    | 18   | 1.74 m   | Cluj-Napoca             |
| Rusia                | Natalya Igorevna Naydenko             | 19   | 1.76 m   | San Petersburgo         |
| Serbia               | Bojana Bojanić                        | 23   | 1.83 m   | Novi Sad                |
| Seychelles           | Falaine Dora                          | 18   | 1.78 m   | Les Mamelles            |
| Singapur             | Crystal Lim Xhin Zhen Yu              | 22   | 1.70 m   | Ciudad de Singapur      |
| Sri Lanka            | Chalani Galline Gedara                | 19   | 1.82 m   | Colombo                 |
| Sudáfrica            | Annemi Adrina Venter                  | 20   | 1.70 m   | Pretoria                |
| Sudán del Sur        | Talee Dennis                          | 19   | 1.78 m   | Yuba                    |
| Suiza                | Melanie Anne Pardo                    | 26   | 1.70 m   | Zúrich                  |
| Tailandia            | Sarucha Nilchan                       | 26   | 1.80 m   | Prachuap Khiri Khan     |
| Ucrania              | Hanna Neplyakh                        | 23   | 1.75 m   | Dnipró                  |
| Venezuela            | Maritza Paola Reyes Contreras         | 23   | 1.70 m   | San Antonio del Táchira |
| Vietnam              | Nguyễn Đặng Tường Linh                | 23   | 1.70 m   | Phú Yên                 |
| Zambia               | Precious Hanna Ngóma                  | 26   | 1.72 m   | Lusaka                  |
| Zimbabue             | Hilary Zegaygha Makaya                | 25   | 1.73 m   | Harare                  |

### Candidatas retiradas
- Argentina - Josefina Ester Santillán Vargas
- Armenia - Sienika Ghazaryan
- Barbados - Nicola Nicolette Nicholas
- Camerún - Adama Ruth Ule Anyanwu Uguelemu
- Chad - Sylviane Leloum
- China - Sheng Xu Zhi
- España - Marina Roselló Extremera
- Etiopía - Feven Araya Gabreslassie
- Ghana - Naa Teide Belvy Ofori
- Guatemala - Nancy Ortiz Castro
- Irak - Shimaa Qasim
- Irán - Sonia Beytoushi Anvar Saleh
- Irlanda del Norte - Cara Hunter
- Islas Marianas del Norte - Sharon Kristel Mendiola
- Kazajistán - Bota Kamzakanikova
- Letonia - Kseniya Rozenberg
- Marruecos - Kawtar Maetaoui
- Montserrat - Essalene Martin
- Portugal - Beatriz Fanny Gomes Freire
- Santo Tomé y Príncipe - Tatiana Delgado
- Sierra Leona - Tyrilia Gouldson

### Candidatas reemplazadas
- Dinamarca - Isabella Marcolino Andersen fue reemplazada por Grace Hanson Gardner.
- Georgia - Mariam Donadze fue reemplazada por Tuta Sagareishrili.
- Guadalupe - Marie-Ange Joseph fue reemplazada por Marcie Melissa Monfret.
- Malta - Francesca Mifsud fue reemplazada por Federica Nicastro.
- México - Erika Claudy Palomera Plascencia fue reemplazada por Verónica Salas Vallejo.
- Nigeria - Esther Emily Chizoba Oliveira fue reemplazada por Abigail Esther Ejike.
- Nueva Zelanda - Robynne Roodt fue reemplazada por Meghan Kenney.
- República Checa - Alice Činčurová fue reemplazada por Sarah Karolyiová.
- República Eslovaca - Dominika Grecková fue reemplazada por Klaudia Kurucz.
- Seychelles - Samanta Servina fue reemplazada por Falaine Dora.
- Sri Lanka - Natalee Fernando fue reemplazada por Chalani Galline Gedara.
- Sudáfrica - Izelle Jansen van Vuuren fue reemplazada por Annemi Adrina Venter.

## Datos acerca de las delegadas
Algunas de las delegadas del Miss Intercontinental 2017 han participado en otros certámenes internacionales de importancia:
- Dalila Al Jabri (Alemania) participó sin éxito en Miss Mundo 2017.
- Lore Ven (Bélgica) participó sin éxito en Miss Turismo Mundo 2015, The Queen of Eurasia 2016, en estos certámenes representando a Benelux, Supermodel Internacional 2016, Miss Eco Internacional 2018 y Miss Internacional 2022.
- Anastasiya Shchipanova (Bielorrusia) participó sin éxito en Miss Tierra 2018.
- Milica Žejak (Bosnia y Herzegovina) participó sin éxito en Lady Universo 2018, Miss Model of the World 2018 y Top Model of the World 2018, en estos certámenes representando a Serbia.
- Mattea Henderson (Canadá) fue primera finalista en Teen Universe 2014 y participó sin éxito en Miss Tierra 2019.
- Kimberly Porras Boza (Costa Rica) fue semifinalista en Miss Asia Pacífico Internacional 2017.
- Grace Hanson Gardner (Dinamarca) participó sin éxito en Miss Turismo Internacional 2016.
- Tahani Ibahn Hassan (Egipto) participó sin éxito en Miss University Africa 2017.
- Eunice Elizabeth Raquel Basco (Estados Unidos) participó sin éxito en Miss Internacional 2019 representando a Hawái.
- Katarina Sonja Artigas Rodriguez (Filipinas) participó sin éxito en Miss Mundo 2018.
- Jennifer Malleron Dumassis (Francia) fue semifinalista en Miss Teenager Universe 2012.
- Marcie Melissa Monfret (Guadalupe) participó sin éxito en Miss City Tourism World 2016 y Miss Eco Internacional 2016 y ganadora de Miss Onelife 2019, en estos dos últimos representando a Francia.
- Biljana Shkortova (Macedonia) participó sin éxito en Miss Intercontinental 2010 y Top Model of The World 2013, representando a Balcanes, cuartofinalista en Miss Model of the World 2012 y ganadora de Miss Teen Europa 2015.
- Sanjna Kishore Kumar Suri (Malasia) participó sin éxito en Miss Scuba Internacional 2015 y Face of Asia 2017 y cuartofinalista en Miss Supranacional 2018.
- Verónica Salas Vallejo (México) fue cuartofinalista en Miss Eco Internacional 2017.
- Fransiska Kunyima Mbambo (Namibia) participó sin éxito en The Miss Globe 2017.
- Abigail Esther Ejike (Nigeria) fue primera finalista en Miss Regal Internacional 2016.
- Meghan Kenney (Nueva Zelanda) participó sin éxito en Miss Grand Internacional 2017.
- Christina Samantha Gieringer Castillo (República Dominicana) fue segunda finalista en Miss Teenager 2014.
- Klaudia Kurucz (República Eslovaca) participó sin éxito en Miss Grand Internacional 2017.
- Bojana Bojanić (Serbia) fue cuartofinalista en Miss Supranacional 2017.
- Falaine Dora (Seychelles) participó sin éxito en Miss University Africa 2017.
- Sarucha Nilchan (Tailandia) participó sin éxito en Elite Model Look World 2012.
- Hanna Neplyakh (Ucrania) participó sin éxito en Miss Universo 2021.
- Precious Hanna Ngóma (Zambia) fue semifinalista en Top Model of the World 2020 y segunda finalista en Miss Supermodel Worldwide 2023.

## Sobre los países en Miss Intercontinental 2017

### Naciones debutantes
- Namibia
- Sudán del Sur

### Naciones que regresan a la competencia
Compitieron por última vez en 2011:
- Argelia
- Jamaica

Compitieron por última vez en 2012:
- Bosnia y Herzegovina
- Irlanda
- Macedonia

Compitió por última vez en 2013:
- Nepal

Compitieron por última vez en 2014:
- Ecuador
- Egipto
- Japón
- Malasia
- Paraguay

Compitieron por última vez en 2015:
- Australia
- Grecia
- Hungría
- Kenia
- Kosovo
- Nigeria
- Nueva Zelanda
- Países Bajos
- República Dominicana
- Zambia

### Naciones ausentes
Armenia,  Bangladés,  Bolivia,  Camerún,  China,  El Salvador,  España,  Estonia,  Ghana,  Guatemala,  Irán,  Kazajistán,  Kirguistán,  Moldavia,  Mónaco,  Perú,  Portugal,  Santo Tomé y Príncipe,  Suecia y  Uruguay no enviaron una candidata este año.